# ウェブ・ファースト
ウェブ・ファースト (Web first) とは、新聞社が記事を公開するタイミングについて、紙媒体よりもウェブ媒体を優先させる方針のことである。
2005年6年頃に欧米の新聞社から広がった。

## 日本でのウェブ・ファースト
日本では産経新聞がこの方針を打ち出しイザ!というウェブ媒体による情報提供サービスを始めている。
2007年、マイクロソフトと産経新聞社はMSN産経ニュースを開設し、ウェブ・ファーストに取り組んでいる。
2014年以降、地方紙での採用も急増している。
これは、全国紙では報道されないような「地域密着型の情報」を、迅速に提供することで、購読者を増やす効果があるためだと考えられる。